# Yves Camdeborde
Yves Camdeborde est un chef cuisinier français né à Pau le 7 décembre 1964. Il est l'un des chefs de file de la cuisine de bistrot, qualifiée par des journalistes de « bistronomie »,.

## Biographie
Le père d'Yves Camdeborde tient une ferme et sa mère est charcutière ; son frère est également charcutier. Il quitte le collège à 14 ans. Il a alors le choix entre trois possibilités : une formation de mécanicien, de plombier ou de cuisinier. Il décide de se consacrer à la cuisine car sa mère tenait une charcuterie. Il devient alors apprenti cuisinier (entre 1977 et 1979 à Pau) et obtient un CAP ; il poursuit son apprentissage dans les cuisines du Ritz (1981-1985), du restaurant La Marée, puis de La Tour d'Argent et de l'hôtel de Crillon,. Il a été formé - entre autres - par Christian Constant, originaire de la même région, le Sud-Ouest.
En 1992, il acquiert la Régalade, un restaurant du 14e arrondissement de Paris où il invente une nouvelle forme de gastronomie que les journalistes baptiseront la bistronomie,.
En 2005, il remet ce dernier au chef Bruno Doucet et rachète un hôtel du quartier de l'Odéon où il ouvre le Comptoir du Relais Saint-Germain,, qu'il cède ultérieurement, également, à Bruno Doucet.
D'après Yves Camdeborde, la cuisine est un travail d'équipe : ce n'est pas que l'assiette qui fait tout le travail c'est aussi l'ambiance et la convivialité : « La cuisine, c'est seulement 30 % de la réussite. Je ne devrais pas dire ça, je suis chef. Mais c'est comme ça. Le restaurant, ce n'est pas que l'assiette : 50 %, c'est le service. L'ambiance fait le reste ».
En 2010, Yves Camdeborde devient l'un des jurés de l'émission MasterChef sur TF1 à laquelle il participe durant quatre saisons. Le 30 novembre 2013, au micro de Sud Radio, on apprend qu'il ne participera pas à la cinquième.
Au printemps 2016, il est choisi par la compagnie Air France pour réaliser les menus de sa classe affaires pendant six mois.
En 2022, il participe à la troisième saison de Mask Singer dans laquelle il portait un costume de cochon. Il est éliminé après avoir interprété Je suis malade de Serge Lama.

### Télévision
- 2010-2013 : MasterChef sur TF1 : juré
- 2013 : Fais pas ci, fais pas ça (saison 6, épisode 1) : lui-même
- 2014 : Les Chefs contre-attaquent, sur M6 : présentateur avec Cyril Lignac
- 2018-2019 : À table ! Mangez sain, dépensez moins sur France 2 : présentateur avec Faustine Bollaert
- 2022 : Mask Singer (saison 3) sur TF1 : candidat dans le costume du cochon
- 2022 : Le livre favori des Français sur France Télévisions : participant
- 2022 : MasterChef sur France 2 : juré
- 2023 : Le Grand Concours sur TF1 : candidat

## Publications
- Les bécasses rôties, poêlée de cèpes à l'ail, éd. Gerard Guy, coll. « La cuisine des poètes », 2003
- 125 recettes de la Régalade, éd. Robert Laffont, coll. « Table ouverte », 2003  (ISBN 2221101030)
- Qu'est-ce qu'on mange ce soir ? : 130 menus faciles et rapides à préparer à l'avance avec Thierry Faucher, Thierry Breton et Rodolphe Paquin, éd. Robert Laffont, 2003  (ISBN 283070732X)
- Restez à table : Avec vos amis ! avec Sylvia Gabet, Thierry Faucher et Thierry Breton, éd. Robert Laffont, 2004  (ISBN 283070777X)
- La Bible des Gourmets : Plus de 3000 adresses où trouver les meilleurs produits avec Dominique Lacout, éd. Belles Lettres, 2005  (ISBN 2251790365)
- Room service avec Sébastien Lapaque, éd. Actes Sud, 2006  (ISBN 2742760253)[12]
- Des Tripes et des Lettres avec Sébastien Lapaque, Éditions de l'Épure, 2007  (ISBN 2352550327)
- Simplement Bistrot : Des recettes pour tous les jours, éd. Robert Laffont, 2008  (ISBN 2749909260)
- Dimanche en famille, éd. Menu Fretin, 2009  (ISBN 9782917008102)
- Sur le zinc, avec Yves Duronsoy (photographies), éd. Michel Lafon, 2012  (ISBN 9782749916903)
- Tout est bon dans le cochon, de Éric Ospital et Christian Etchebest, préface de Yves Camdeborde, photos de Denis Clément, First édition, 2013  (ISBN 978-2-7540-5400-3)[13],[14],[15].
- Frères de terroir (bande dessinée), scénario de Yves Camdeborde et dessin de Jacques Ferrandez, éd. Rue de Sèvres
  - tome 1 (2014) : Hiver, printemps  (ISBN 9782369810650)[16],[17]
  - tome 2 (2015) : Été, automne  (ISBN 9782369811367)[18]
- À table ! Mangez sain, dépensez moins, avec Faustine Bollaert, éd. Michel Lafon, 2019  (ISBN 9782749941035)[19]
- Ovalix : Une histoire gourmande du rugby, avec Olivier Margot, éd. Michel Lafon, 2023  (ISBN 9782226486592)[20]

## Distinctions
- Chevalier de la Légion d'honneur (décret du 14 avril 2017)[21]
- Chevalier de l'ordre des Arts et des Lettres (juillet 2013)[22]
- Trophée du Gras d'honneur (2014)[4].
- Prix Villégiature Award 2017 « Meilleure Atmosphère d’Hôtel en Europe » pour l'Hôtel relais Saint-Germain (Paris). Prix remis à l'hôtel de Yves Camdeborde à Paris le 15 octobre 2017 par 24 journalistes des plus grands médias et magazines dans le monde dans le cadre du Château de Ferrières.